# Cirolana vicina
Cirolana vicina är en kräftdjursart som beskrevs av Barnard 1914. Cirolana vicina ingår i släktet Cirolana och familjen Cirolanidae. Inga underarter finns listade i Catalogue of Life.